# Entidade Reguladora para a Comunicação Social
A Entidade Reguladora para a Comunicação Social (ERC), anteriormente Alta Autoridade para a Comunicação Social (AACS), é uma entidade autónoma da República Portuguesa, com sede em Lisboa, que visa supervisionar e regular os órgãos de comunicação social como a rádio, televisão, imprensa, entre outros.

## Atribuições
Tem como principais atribuições e competências a regulação e supervisão dos meios de comunicação social. No exercício das suas funções, compete à ERC assegurar o respeito pelos direitos e deveres constitucional e legalmente consagrados, entre outros, a liberdade de imprensa, o direito à informação, a independência face aos poderes político e económico e o confronto das diversas correntes de opinião, fiscalizando o cumprimento das normas aplicáveis aos órgãos de comunicação social e conteúdos difundidos e promovendo o regular e eficaz funcionamento do mercado em que se inserem. A ERC figura, portanto, como um dos garantes do respeito e proteção do público, em particular o mais jovem e sensível, dos direitos, liberdades e garantias pessoais e do rigor, isenção e transparência na área da comunicação social. A ERC atua sempre depois que o conteúdo é exibido num canal de TV ou ouvido numa rádio ou quando um artigo é publicado na imprensa, portanto, não é uma instância de censura.

## Administração

Organograma da ERC (2016)

### Conselho Regulador
O Conselho Regulador da ERC - Entidade Reguladora para a Comunicação Social é constituído por:
- Presidente - Maria Helena Costa de Carvalho e Sousa
- Vice-presidente - Pedro Miguel Correia Gonçalves
- Vogais:
  - Telmo António Freire Gonçalves da Silva
  - Carla Isabel Agostinho Martins
  - Rita Figueiredo Reis Rola

A presidente e o vice-presidente formam, juntamente com o diretor executivo, a Direção Executiva da ERC.

### Conselho Consultivo
O Conselho Consultivo é o órgão de consulta e de participação na definição das linhas gerais de atuação da ERC. Constituído por representantes de entidades públicas e privadas titulares de interesses relevantes no âmbito da comunicação social em Portugal, reúne ordinariamente, por convocação do seu presidente, duas vezes por ano, e extraordinariamente, por iniciativa do mesmo ou a pedido de um terço dos seus membros. O quórum de funcionamento e de deliberação é de metade dos seus membros em efetividade de funções.

## Sistema de Classificação de Programas de Televisão em Portugal
O Sistema de Classificação de Programas de Televisão em Portugal é um acordo de autorregulação sobre a classificação de programas de televisão em Portugal, e foi assinado a 13 de setembro de 2006 entre os três operadores de televisão generalista -RTP, SIC e TVI. Este método tem como finalidade proporcionar aos consumidores um guia de escolha adequada à sua faixa etária e, aos educadores, uma orientação sobre o visionamento dos conteúdos transmitidos pelas estações portuguesas.

## Identidade visual

### Versão longa

Logo da ERC de 17 de fevereiro de 2006 a 17 de fevereiro de 2016
Logo da ERC desde 17 de fevereiro de 2016

### Versão curta

Logo da ERC de 17 de fevereiro de 2006 a 17 de fevereiro de 2016
Logo da ERC desde 17 de fevereiro de 2016